# Schlossgasse 11 (Weimar)

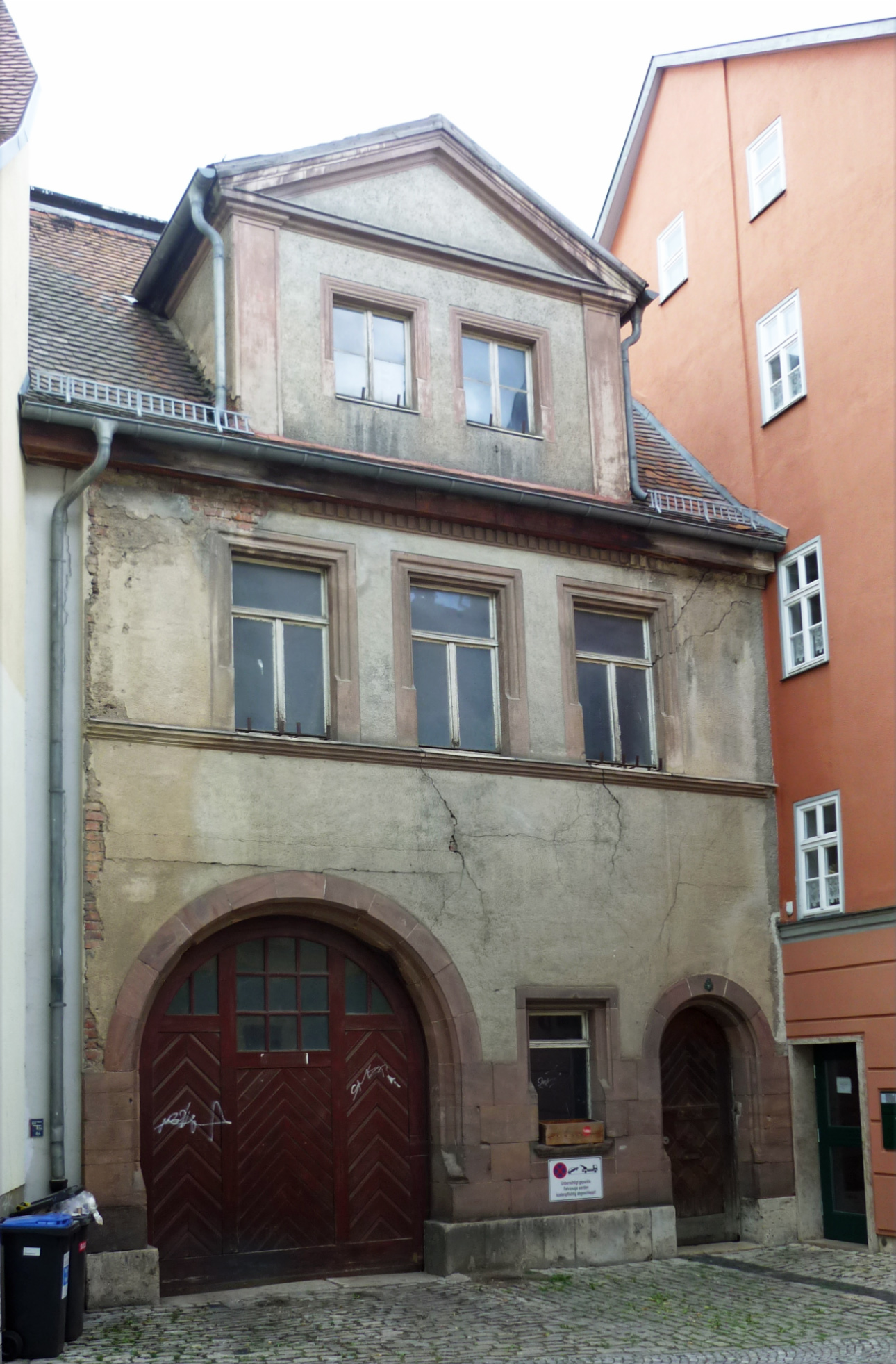
Schlossgasse 11 in Weimar

Das Haus Schlossgasse 11 in Weimar ist ein denkmalgeschütztes Lager- und Geschäftshaus. 

## Geschichte
Es wurde 1906/07 nach dem Entwurf von Rudolf Zapfe für den Fleischermeister Bernhard Brückner errichtet. An dieser Stelle befand sich zuvor ein Wohnhaus, welches abgebrannt war. Es gilt als ein frühes Beispiel der Heimatstilarchitektur in Weimars Altstadt. Das zweigeschossige Gebäude als Lager und Remise genutzte Gewerbebau ist von der Straßenflucht zurückgesetzt. Seine Lage verweist auf die Anfang des 20. Jahrhunderts geplante, aber nur teilweise ausführte Verbreiterung der Schlossgasse. Dieses Gebäude wird ausschließlich gewerblich genutzt. Dieser Umstand wird hinter einer Wohnhausfassade förmlich versteckt. Die Verwendung verschiedener Stilformen wie renaissancistischen Gewändeprofilen beziehungsweise barockisierenden Elementen am Zwerchhaus suggeriert einen gewachsenen Zustand, der so aber nicht gegeben war. Für die Außenwirkung ist die sorgfältige Bearbeitung der Werksteine mit verschiedenen Scharriermustern von Bedeutung.